# 創造性

電球の絵は、創造性の表れであるアイディアを持っている人に関連付けられる。

創造性（creativity ）とは、何らかの新しく価値のあるものが作り出される事象である。創られたものには、無形のもの（観念、科学理論、作曲、冗談など）もあれば、物体（発明、印刷された文学作品、絵画など）もある。

## 概要
創造性への学術的関心は、数多くの学問分野、主には心理学や、商学、認知科学にだが、教育や、人文科学、科学技術、工学、哲学（特に科学哲学）、神学、社会学、言語学、諸芸術、経済学、数学においても見られ、創造性と一般的知能・性格型・心的及び神経的過程・心の健康・人工知能との関係や、教育と訓練を通じて創造性を育む可能性、国の経済的利益のための創造性の促進、教育と学習の有効性を改善するための創造的資源の活用を扱っている。創造性がなければ、飛行機はおろか、衣服やインターネットなどの基本的な生活用品も発明されなかったと考えられているため、創造性については多くの研究がなされている。したがって、メタ創造性という研究テーマもあり、創造性を研究する際には、どのような仮説や視点から創造性を研究するのかが検討されることになる。

## 脳科学における見解

人間のフロー状態は、とても創造的である。

創造的な認知は、自発的な認知と統制された認知の両方の最適なバランスから生まれる。人間のフロー状態は、とても創造的である。また、学者は、創造性には4つの段階があると考えている。
1. 準備：問題を理解し、関連する知識や情報を集める。
2. 熟考：問題について深く考えるが、まだ解決策を見つけられない。
3. 発想：ひらめきやインスピレーションによって、突然解決策が浮かぶ。
4. 検証：解決策が正しいかどうかを試す。

フローとは、自分の能力に見合った難易度の課題に集中し、時間や周囲のことを忘れて没頭する状態のことである。フローになると、創造性が高まる。研究調査によると、創造性に関与する脳内のネットワークは主に3つあり、脳内の調節的処理と随意的処理の両方を最適なバランスで行うことで、創造性を最大化できることが示唆されている：

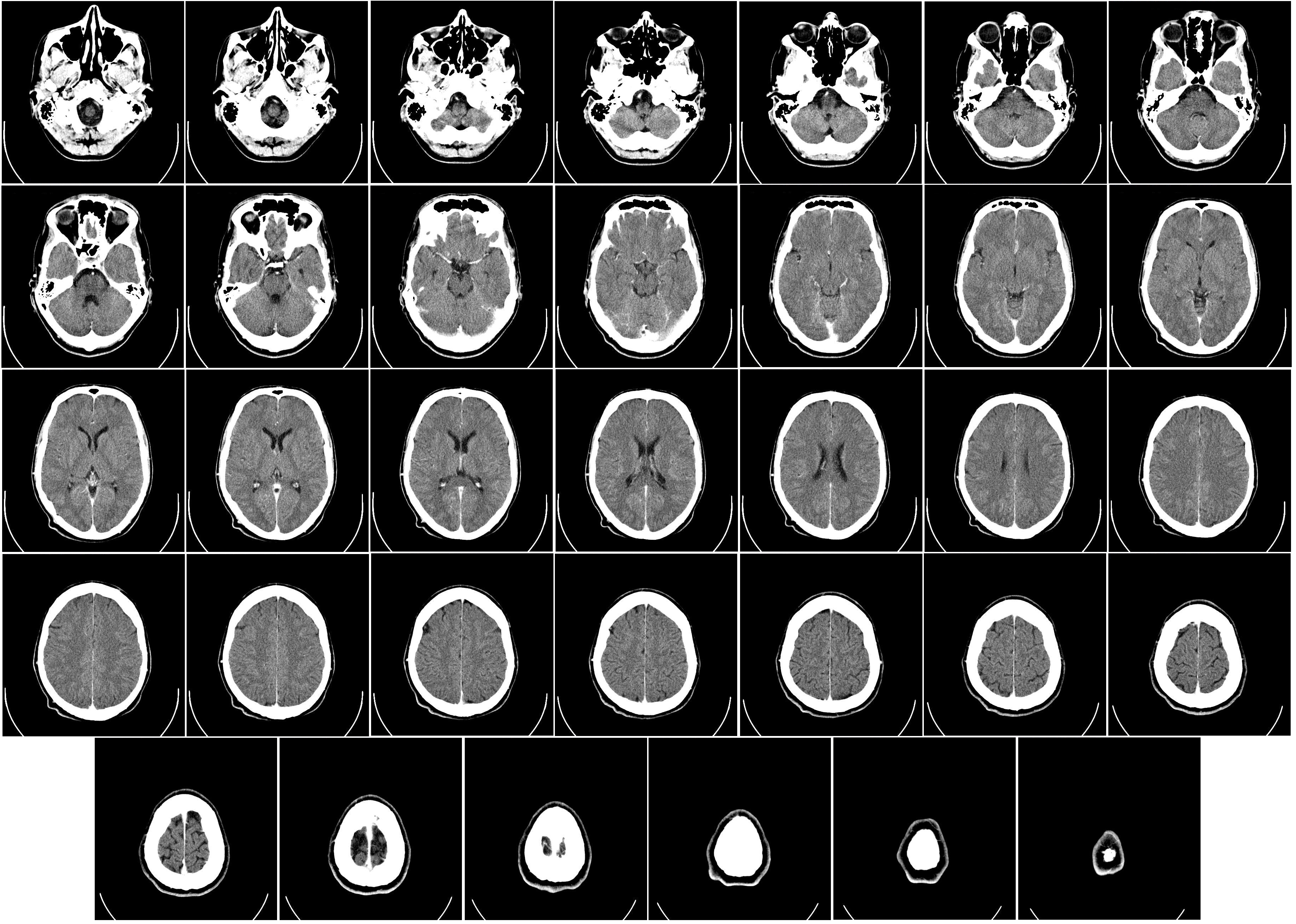
創造性には主に3つの脳内ネットワークが関与しており、脳内の調節的処理と随意的処理の両方を最適なバランスで行うことで、創造性を最大限に高めることができるという研究結果が示唆されている。創造性は使用される脳部位に個人差が大きいが、創造的思考をする人は主に側頭頭頂部を使ってアイデアを生み出す。

- 実行ネットワーク[8]：外側前頭前野と後頭頂葉の一部からなり[4]、注意と意思決定を司る。
- デフォルトネットワーク：内側前頭前野、内外側頭頂葉、内側側頭葉などにある部分で構成され、集中しないときに活性化すると言われている[4][8]。
- 顕著性ネットワーク：左側頭頭頂葉[9]や背側前帯状皮質にある部分で構成され、外部や内部からの重要な刺激を選択し、つまり創造的なアイデアとそうでないアイデアの選別に使われる[4]。

文学、音楽、絵画の創造性は普遍的な神経回路に依存しているが、特定の神経領域を使っている。言語における創造性と図形における創造性はまったく異なる創造性であり、数学的創造性と一般的創造性もまったく異なる創造性であることが、厳密な学術誌によって示されている。これに加えて、視覚空間的創造性、音楽的創造性などが異なる脳領域を使用しているという事実は、異なる創造性が異なる脳ネットワークを使用していることを示唆している。創造的な人々の脳の活動パターンは非常に異なっており、2010年には右脳がより創造性に関与しているという分析結果もある。拡散思考は創造性の尺度であり、短時間に無数の解決策を生み出す能力を指す。一方、洞察力は脳のまったく別の部分を使うが、どちらも創造性にとって重要である。ワーキングメモリーの能力は創造性と関連しており、この関連性はアジア文化圏ではさらに強い。軽度から中等度の精神障害者の統制がとれていない状態は、創造性を高める効果があるが、重度の精神障害者は一般集団に比べて創造性が低い。前頭葉に障害のある人は創造性が損なわれている可能性があり、前頭前野の吻側皮質はアイデアを組み合わせ、前頭前野の尾側皮質はアイデアを生み出す機能を持つ。しかし、創造的思考をする人は前頭前野と後頭葉をあまり使わず、側頭頭頂部だけを活性化させる。アイデアを生み出す左下前頭側頭葉への適度な陰極刺激と、創造性に高い要求を課す左背外側前頭前野と前頭極皮質への陽極刺激、すなわち専門家の指導の下での経頭蓋直流刺激は、創造性を高めることができる。

## 創造性を高める習慣

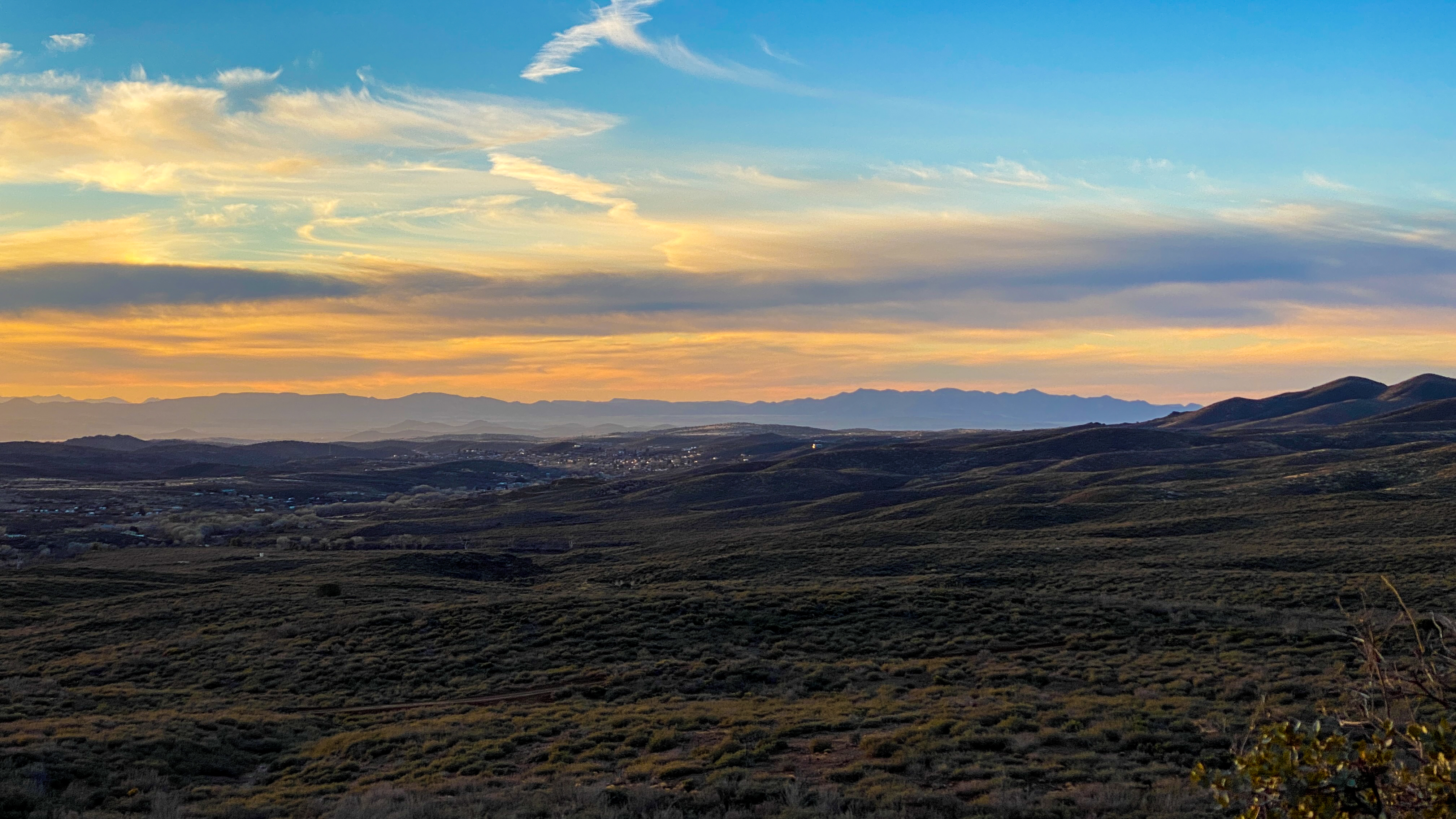
仕事を先延ばしにしない限り、1日20分程度心を解放したり、国内外を漫遊したり旅行したりすれば、問題解決のための創造的なアイデアを無意識のうちに生み出すことができると言われている。

- 仕事を先延ばしにしない限り[22]、1日20分程度心を解放したり[23]、国内外を漫遊したり旅行したりすれば、問題解決のための創造的なアイデアを無意識のうちに生み出すことができると言われている[2][22]。運動は創造性を高める効果があり[2][24]、特に早い時間帯に行うと効果的である[25]。専門家は、漫然と過ごすと創造性や問題解決能力が高まるため[2][23]、やるべき仕事を先延ばしにしない限り、問題解決の方法として漫然と過ごすことや海外旅行を強く推奨しているという[2][22]。
- 創造的なプロセスは、主体性、自己規制、価値観が伴っていれば最も効率的である[26]。本を読むこと、経験を積むこと、創造的な人々と一緒にいること、さまざまな異なる視点を持つこと[2]、科学と数学の協働作業で高めることができ[27][28][29][30]。
- 不安[31][32]、恐れ、心の中の雑音、否定的な個人的判断、自己認識の制限を排除することが、創造性の開発において最初に義務づけられるべきとされる創造性トレーニングは有効であり[33][34]、前向きな気分は創造性を高める[16][31][35]。最近人気のある認知研究信託（CoRT）の思考戦略は創造性を高めることができる[36]。過度に不安になったり落ち込んだりしたときは、過去の成功体験に目を向けると、より正しい判断ができるようになる[37]。
- 大きく異なる概念を間接的に組み合わせる反復作業は、創造性を高めるために重要である[38]。また、自分がもともと創造的でないと自覚していても、創造性を必要とする問題を解決するために二人で協力すれば、より創造的になれる[39]。

## 創造性教育
創造性は、人間以外の動物には見られない人間特有の特性であり、創造性は問題に対する特別な解決策ではなく、問題解決の成功は創造性として賞賛され、実際に問題解決能力を優先する教育は、創造性の向上と相関することが2024年に判明している。
創造的問題解決モデルは、問題解決スキルを優先し、以下のステップで構成される：
1. 問題を理解する
2. アイデアの創出
3. 解決策の開発
4. 行動の計画
5. 行動の実行
6. 結果の評価

科学、技術、工学、芸術、数学の教育は創造性を高めることができる。問題解決教育は創造性を高めることができ、生徒自身が発見した問題は高いレベルの創造性を刺激するが、生徒の発見につながる問題や教師が指定した問題は創造性を高める効果が低い。生徒の創造性を高めるためには、革新的な教育戦略や、教育対象者のニーズに基づいた教師の個性や指導方法が重要である。
問題解決能力、特に創造的問題解決モデルに焦点を当てた問題解決は、創造性や革新性、職場での成功、より高い学業成績と関連している 。学校教育は創造性を殺すという通説があるが、それは真実ではなく、学校教育は創造性と知性の両方をサポートするのに有効であることが研究で明らかになっている。しかし、過学習、つまり特定の知識を適用すればすべての問題が解決すると思い込むことには注意が望ましい。過学習は創造性を妨げる。

## 創造性に関する理論
創造に関する他の有名な理論には、TRIZやSCAMPERがある：
TRIZとは、ロシア語で発明的問題解決理論の頭文字をとったもので、創造性に関する研究史の軌跡のもう一つのページであり、発明的問題解決理論は、今日でも創造性を研究する学界で評価されている。TRIZという理論は、つまり発明に対する方法論を列挙して、一つ拡張すれば、しばしば他の利便性を犠牲にするという考えに着目し、発明したものの利便性を拡張すると同時に、犠牲を少なくすればより創造的になるとされている。
SCAMPERも発明的問題解決理論と同様に、創造的なアイデアを生み出すための方法論としてよく知られており、SCAMPERとは、Substitute（代用）、Combine（結合）、Adapt（適応）、Magnify（拡大）、Put to other uses（＝応用）、Eliminate（排除）、Reverse（逆転）の頭文字をとったもので、アイデアを生み出すためのものであり、TRIZと考え方が似ている部分がある。

## ビジネスにおける創造性
創造性はイノベーションに関連するが、創造性はイノベーション以上にビジネスの成功に貢献する。経営は先進国の基本要素であるため、創造的管理の分野はここ10年ほどの間に発展してきた。
組織内の社会的支援は創造性の予測因子である。きちんと話を聞いてくれる上司は、心理的な安心感を与え、創造性を向上させる可能性がある。起業家精神に溢れ、本物の価値観と信念を持つ上司は、従業員の創造性を最大限に引き出すよう指導し、より偶発的な仕事に対して創造性を重視した報酬を与えることで、創造的な指導に最小限の時間を割くことで、創造性を大幅に向上させることができる。
創造的な人間の特性や創造性を向上させる方法は、企業にとっても有益である。広告に投資する際には、適切さと独創性の両方に注意すること。

## 創造的な人間の特徴
創造性に関わる性格をまとめると、相関係数は以下のようになる：
創造性と強く関連する：
1. 心の知能指数（相関係数：.31）[16][66]

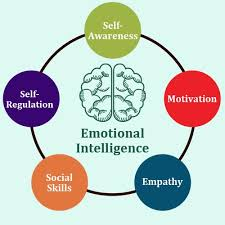
創造性に最も関連する人間の特性は感情的知性である。

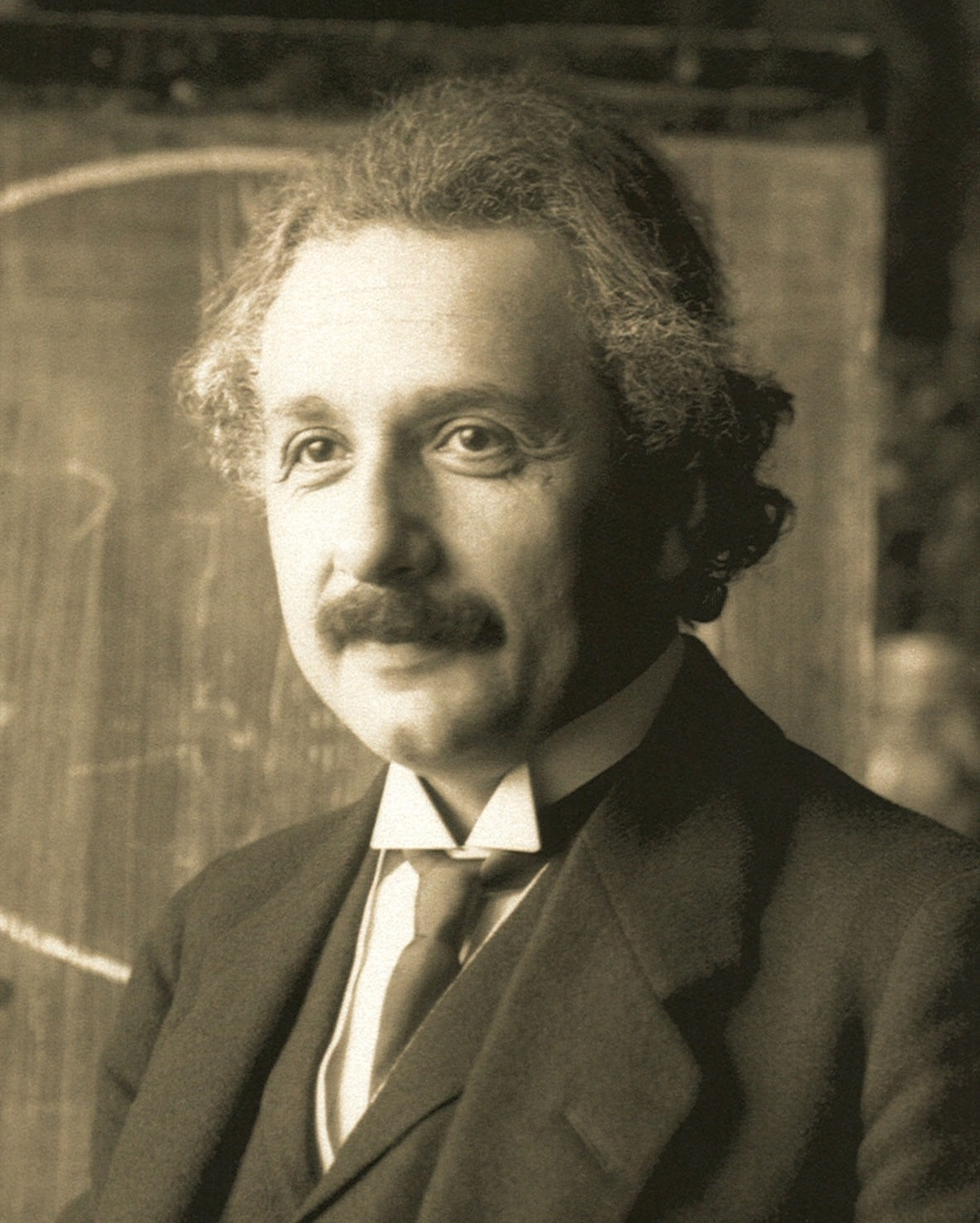
アインシュタインが相対性理論を発明したとき、彼はまだ若かった。このような科学革命を起こすのは、たいてい若者か、他の分野の専門家である。IQよりも、一つの問題に対する無数の解決策を短時間で生み出す能力、つまり拡散思考が重要なのである。

2. 拡散思考（つまり、高い発想力、評価せず、高い直感、推論せず、高い革新性、適応せず、同化より探索、曖昧さへの高い耐性）（相関係数：.27）[13][15][16][65][67]
3. 新しい経験に対する開放性（相関係数：.22）[16][68][69][70][71]
4. 創造性に対する内発的動機づけ（相関係数：.20）[16][70][72][53][73]
5. 両性具有（相関係数：.19）[16]
6. 幸福感などのポジティブな感情（相関係数：.19）[16][74][31][35]

創造性と中程度の関連：
1. 若さ（相関係数：.17）[16][63][64][75]
2. IQ（相関係数：.17）[16][65][76]
3. 自己効力感（相関係数：.13）[16][70][53][73]
4. 外向性（相関係数：.13）[16][69][53]
5. 創造性に対する外発的動機を持つこと（相関係数：.11）[16]

弱レベルに創造性と関連している：
1. 革新とリスクを受け入れる態度（相関係数：.08）[16]
2. 女性（相関係数：.07）[16][77]

調和的思考、仕事の自律性、向社会的動機、教育レベルといった他の特性も創造性と相関している。
自己愛傾向や結果至上主義は、弱いレベルではあるが創造性と相関している。嫌味な人ほど創造性が高いという説もあるが、最近の統計的文献分析ではこの傾向は見られない。また、IQが低くても創造的になることは可能である。

## 人工知能における創造性
- 少なくとも2021年以降、人工知能はデザイン産業における創造性を支援するツールとして推奨され[84]、人工知能における創造性はデザイン思考の方法論とも関連する[85][86]。
- 2023年、人工知能の創造性はまだ直感的な仮説生成において人間に劣るとされ[87]、LLM（GPTのような大規模言語モデル）が小規模言語モデルよりも創造性が高いという説は、質の高い証拠とされる統計的多重文献分析（メタアナリシス）によって疑問視されている[88]。
- 2024年12月、人工知能による研究提案の創造性は、すでに人間を上回っている[89]。